# Hetmanato (1918)
El Estado Ucraniano (en ucraniano: Українська Держава; romanización: ukrayins'ka derzhava) o II Hetmanato fue el nombre del Estado ucraniano durante ocho meses de 1918. Establecido mediante un golpe de Estado que contó con el apoyo de las Potencias Centrales el 29 de abril de 1918, puso fin al gobierno de la Rada Central y sustituyó a la República Popular Ucraniana, que quedó abolida. El poder político, tutelado por las potencias ocupantes, quedó concentrado en el hetman Pavló Skoropadski, que gozó de poderes dictatoriales. Desapareció el 14 de diciembre del mismo año con la restauración de la república popular por el nuevo directorio.
Debido a que la Rada Central se había demostrado incapaz de imponer el orden y poner fin a la condición caótica en que se encontraba Ucrania en la primavera de 1918, rápidamente perdió la confianza de la clases sociales más favorecidas. Igualmente, dejaron de confiar en los Imperios Centrales. El principal interés de estos residía en la obtención de alimentos, que la Rada se mostró incapaz de entregar en las cantidades esperadas. El derrocamiento de la Rada y la creación del Hetmanato fue fruto de la incapacidad alemana para lograr de otra manera la explotación del país. Si bien ambos Gobiernos dependieron del respaldo alemán, la Rada fue más independiente y popular que su sucesor, aunque menos eficaz en la administración del territorio.
En la práctica Estado satélite de Alemania, sirvió para la explotación parcial de los recursos agrícolas ucranianos en beneficio de los Imperios Centrales. Las requisiciones del nuevo Gobierno y de sus aliados soliviantaron a los campesinos y produjeron amplias revueltas que causaron al menos diecinueve mil muertos a los ocupantes entre la primavera y el verano y les privaron temporalmente del control de regiones enteras. Incapaz de satisfacer las ansias populares de reformas socioeconómicas y las nacionalistas de la intelectualidad, Skoropadski impuso la vuelta al orden prerrevolucionario.
No logró ampliar sus apoyos o sus fuerzas armadas lo suficiente como para mantenerse en el poder tras la retirada de los Imperios Centrales a finales de 1918. En diciembre de 1918, los nacionalistas de izquierda que habían controlado la Rada lo derrocaron y restauraron la República Popular en forma de Directorio de la República Popular Ucraniana.

## Proclamación del nuevo régimen

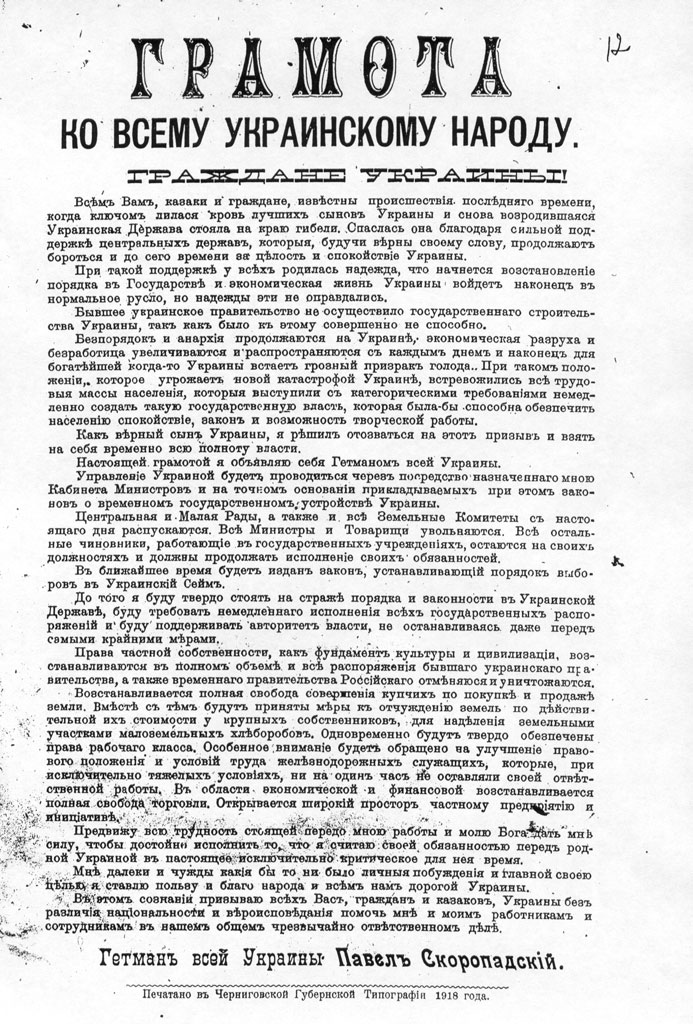
Proclama de Skoropadski del 29 de abril de 1918. Ese día se anunció la abolición de la República Popular Ucraniana y el establecimiento de un nuevo Estado ucraniano con él como hetman con poderes dictatoriales.

Debido a que la Rada Central se había demostrado incapaz de imponer el orden y poner fin a la condición caótica en que se encontraba Ucrania en la primavera de 1918, la Administración rápidamente perdió la confianza de la clases sociales más favorecidas entre las que se contaban los terratenientes, los empresarios, los campesinos más acomodados, los industriales y los altos funcionarios —alrededor de un 20 % de la población—. Igualmente, dejaron de confiar en la República Popular Ucraniana el Imperio alemán y el austrohúngaro que, en virtud del Tratado de Brest-Litovsk de Ucrania, mantenían representación política y militar en territorio ucraniano. El principal interés de los imperios por el país residía en la obtención de alimentos, que la Rada se mostró incapaz de entregar en las cantidades esperadas.
En estas condiciones, en abril de 1918, los terratenientes ucranianos organizaron un golpe de Estado para sustituir la Rada por un Gobierno conservador presidido por el general Pavló Skoropadski, uno de los mayores terratenientes de la región. Los preparativos independientes del militar dieron paso pronto a una estrecha colaboración con las autoridades de los ocupantes, que deseaban deshacerse de la Rada. Los planes los idearon los representantes alemanes, con la aquiescencia pasiva de los austrohúngaros. Skoropadski era un militar de ideas políticas conservadoras que, acabada la Primera Guerra Mundial, había sido el comandante del primer cuerpo de ejército del Ejército ruso que se había «ucranizado» tras la paz con los alemanes y pasó a ser luego el atamán de los «cosacos libres». El golpe se efectuó mediante una proclamación en el Congreso de la Liga de Terratenientes —que había reunido en Kiev a unos seis mil quinientos delegados— que exigió el cese de cualquier experimento de tipo social y eligió a Skoropadski como hetman.

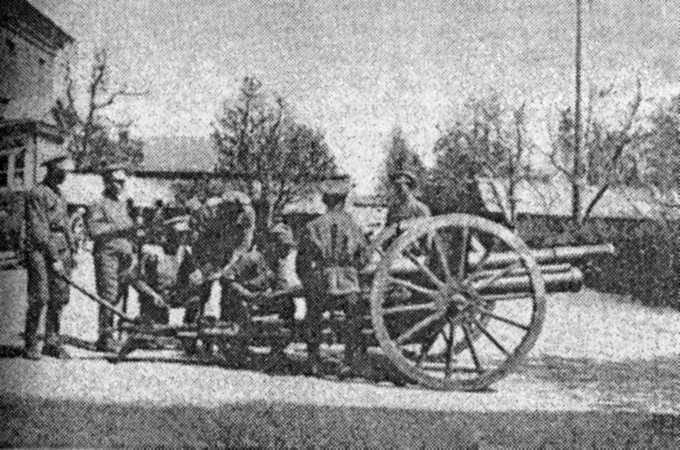
Fusileros de Sich. Su oposición a la disolución de la Rada y la toma del poder por Pavló Skoropadski a finales de abril de 1918 resultó infructuosa.

Los Fusileros de Sich se opusieron al golpe, pero fueron disueltos una vez que los confabulados triunfaron y tomaron el control de la capital. La escasa resistencia de la Rada hizo innecesaria la intervención alemana en el golpe, a pesar de la disposición para apoyar a Skoropadski si hubiese resultado necesario.
El golpe, aprobado por las máximas autoridades civiles y militares alemanas, produjo satisfacción entre el alto mando del frente ucraniano y alivio entre los representantes diplomáticos. El cambio de Gobierno aumentó la influencia alemana en la política ucraniana, en especial la de los militares. El reconocimiento oficial de Skoropadski, no obstante, se otorgó tardíamente el 2 de junio. 
La República Popular Ucraniana dio paso al Estado Ucraniano (Ukrainska Derzhava), también conocido como Hetmanato o Atamanato.

## Obra de gobierno

### Primeras medidas gubernamentales
Skoropadski abolió la Rada, sus leyes y sus reformas. Una de las primeras medidas de su Gobierno fue la restauración de la propiedad privada y de la economía de mercado. En palabras de las Garantías para todo el pueblo ucraniano:

El derecho a la propiedad privada como un fundamento de la cultura y la civilización será totalmente restaurada, y todas las disposiciones del anterior gobierno ucraniano, así como del Gobierno Provisional Ruso quedan derogadas..... y en el campo financiero y económico se restablece la libertad de comercio, empresa privada e iniciativa....

Se prohibieron las huelgas y se restauró la censura. Skoropadski instauró en la práctica una dictadura. El mismo día de su nombramiento como hetman por el congreso de terratenientes y tras haber abolido la Rada, la Pequeña Rada y haber despedido a los ministros, prometió la redacción de una nueva ley electoral para elegir a las nuevas Cortes ucranianas. Hasta que estas se reuniesen, decretó la creación de un Gobierno provisional en forma de dictadura en la que concentraba todo el poder gubernamental en sus manos. Como hetman, tendría la potestad de nombrar y despedir a los ministros, dirigir la política exterior, vetar cualquier ley y mandar las fuerzas armadas. Podía aprobar leyes y era además la más alta autoridad judicial del país. Se proclamó la libertad de expresión y de reunión «dentro del marco de la ley», y la de culto, aunque se proclamó el cristianismo ortodoxo como principal religión del Estado. El 3 de julio, se aprobó la ley de ciudadanía, basada en la residencia y no en el idioma de la persona, a diferencia de las propuestas de la Rada; todo aquel que residiese en el territorio del Hetmanato recibía la ciudadanía a menos que renunciase explícitamente a ella.

### Formación del Gobierno y restauración de la administración

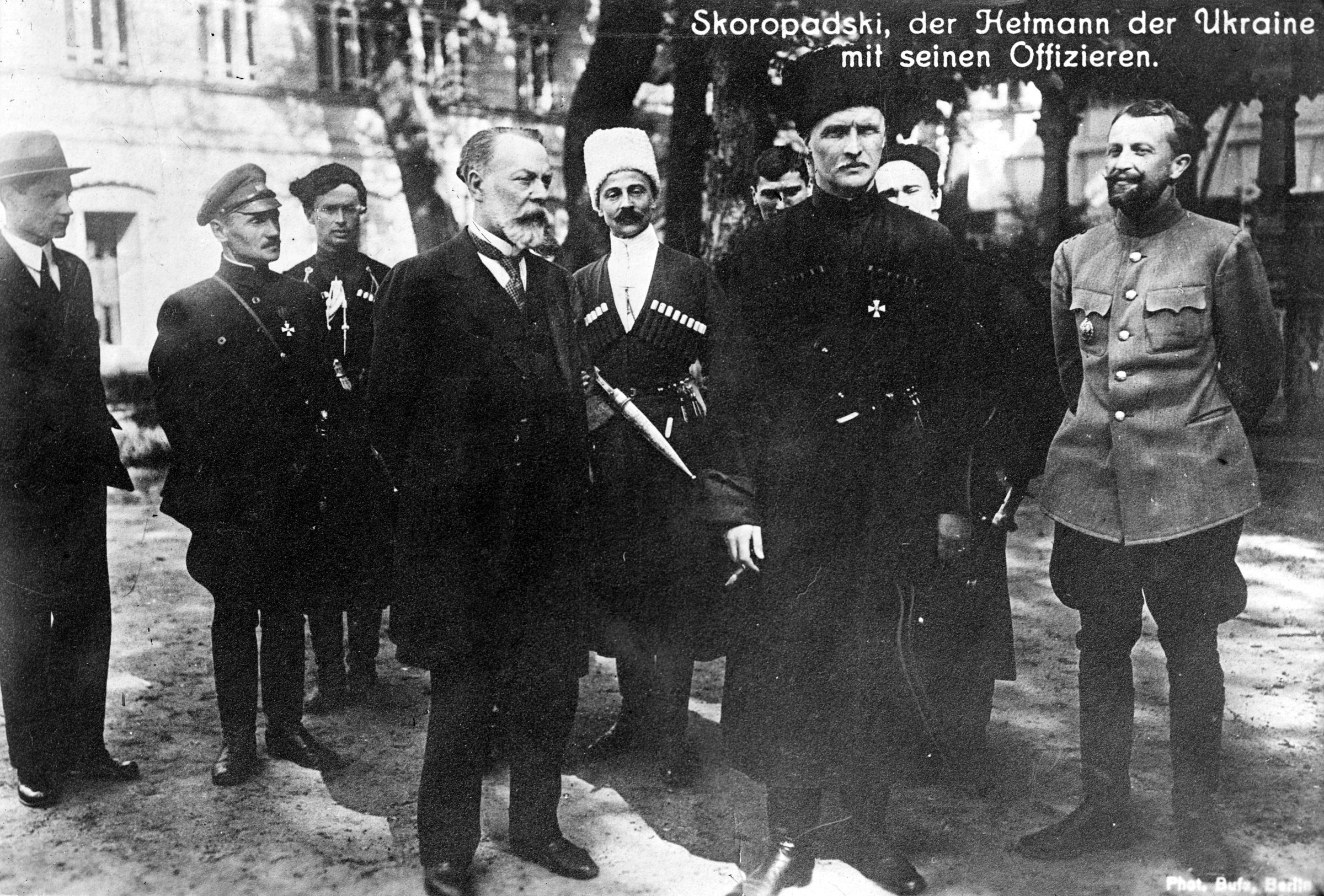
Skoropadski rodeado por sus oficiales. Junto a él, con barba blanca, el primer ministro Fiódor Lizogub.

Al comienzo, Skoropadski tuvo dificultades para formar un nuevo Consejo de Ministros por el rechazo de los socialistas, incluso de los más moderados, a participar en el gabinete sin imponer condiciones que el hetman y los alemanes rehusaban aceptar. Los alemanes dejaron clara su oposición al regreso al gabinete del principal partido ucraniano, el de los socialrevolucionarios. Finalmente, Skoropadski consiguió formar un Gobierno encabezado por un terrateniente, sin participación socialista, con gran número de kadetes —siete, decididos a abandonar temporalmente su aversión a Alemania para aplastar a los bolcheviques con su apoyo— y fundamentalmente prorruso y hostil al nacionalismo ucraniano. Escaso en figuras nacionalistas, contaba, empero, con hábiles administradores. Los alemanes reconocieron en la práctica al nuevo Gobierno casi de inmediato.
El regreso al poder de la antigua elite prerrevolucionaria entre la que se contaban los funcionarios zaristas y los terratenientes además de los oficiales del Ejército o los industriales, facilitó la restauración de la Administración, que ganó en eficacia. Los ministerios volvieron a funcionar gracias a la vuelta de los veteranos burócratas y la administración local y provincial quedó en manos de terratenientes y funcionarios zaristas, nombrados comisarios del nuevo Gobierno. Se creó asimismo un cuerpo de policía, que atrajo a numerosos antiguos oficiales zaristas a sus filas.
Skoropadski trató de sustituir el concepto cultural de Ucrania de los nacionalistas por uno territorial: no era ucraniano el que conocía el idioma, sino el que residía en el territorio del Estado y le era leal. Esta innovación, sin embargo, fue recibida con frialdad por los nacionalistas, que juzgaban al hetman y sus partidarios meros nacionalistas rusos y reaccionarios monárquicos.
De los diversos Gobiernos que controlaron el territorio entre 1917 y 1920, el hetmanato fue el que alcanzó mayor éxito en su política exterior —estableciendo relaciones diplomáticos con distintos países—, cultural y educativa. Fundó ciento cincuenta instituciones de enseñanza secundaria en ucraniano y dos universidades y amplió los estudios ucranianos —lengua, literatura e historia— en las tres ya existentes. Creó además una academia de ciencias y otra de bellas artes, una biblioteca nacional, unos archivos estatales y otras instituciones culturales, que sobrevivieron a su mandato.
| Cargo                                                                         | 1.er Gobierno 30-4-4-5 | 2.º Gobierno 4-5-24-10             | 3.er Gobierno 25-10-14-11 | 4.º Gobierno 14-11-14-12 |
| Primer ministro                                                               | Nikolái Vasilenko      | Fiódor Lizogub                     | Fiódor Lizogub            | Serguéi Guerbel          |
| Asuntos Exteriores                                                            | Nikolái Vasilenko      | Dmitro Doroshenko                  | Dmitro Doroshenko         | Yuri Afanasiev           |
| Defensa                                                                       | x                      | Aleksandr Rogoza                   | Aleksandr Rogoza          | D. Shchutski             |
| Marina                                                                        | Maksímov               | x                                  | x                         | Andri Pokrovski          |
| Interior                                                                      | Vishnevski             | Fiódor Lizogub Kistiakovski        | V. Reinbot                | Igor Kistiakovski        |
| Finanzas                                                                      | A. K. Rzhepetski       | Antin Rzhepetski                   | Antin Rzhepetski          | Antin Rzhepetski         |
| Comercio                                                                      | S. M. Gutnik           | S. M. Gutnik                       | Serguéi Mering            | Serguéi Mering           |
| Trabajo                                                                       | Y. M. Wagner           | Y. M. Wagner                       | Maksim Slavinski          | Volodimir Kosinski       |
| Ferrocarriles Comunicaciones                                                  | V. A. Butenko          | V. A. Butenko                      | V. A. Butenko             | V. Liandeberg            |
| Alimentación                                                                  | Yuri Y. Sokolovski     | Yuri Y. Sokolovski Serguéi Guerbel | Serguéi Guerbel           | G. Glinka                |
| Justicia                                                                      | N. P. Chubinski        | N. P. Chubinski A. Romanov         | Andri Viazlov             | V. Reinbot               |
| Salud                                                                         | Vsevolod Y. Liubinski  | Vsevolod Y. Liubinski              | Vsevolod Y. Liubinski     | Vsevolod Y. Liubinski    |
| Educación                                                                     | x                      | Nikolái Vasilenko                  | Petro Stebnitski          | Volodimir Naumenko       |
| Agricultura                                                                   | x                      | Vasili Kolokoltsov                 | Volodimir M. Leontovich   | Serguéi Guerbel          |
| Religión                                                                      | Nikolái Vasilenko      | Vasili Zenkovski                   | Oleksander Lototski       | Mijailo Voronovich       |
| Consejos de Ministros del Hetmanato según la Encyclopedia of Ukraine y Milow. |                        |                                    |                           |                          |

### Sometimiento a los Imperios Centrales
El triunfo de Skoropadski permitió a los alemanes tomar el control de la política ucraniana y del país, en el que se convirtieron abiertamente en la potencia ocupante, despreciando la autoridad del Gobierno. Los nombramientos de Skoropadski debían ser aprobados por los alemanes. El mismo día de la formación del gabinete, los alemanes prohibieron las huelgas e impusieron la pena de muerte a huelguistas y saboteadores. Su objetivo era la explotación económica del país en su provecho. En su informe a Berlín del 19 de mayo, el embajador alemán indicaba:

Considero necesario sostener en Ucrania la ficción de un Estado independiente y aliado mientras sirva a nuestros intereses (...) Tal actitud está motivada por razones diversas (...) es necesario tener en cuenta la autoridad del Gobierno ucraniano entre la población, que socavaríamos si se evidenciase que es un mero títere en nuestras manos y que los decretos gubernamentales sirven exclusivamente a nuestros intereses.

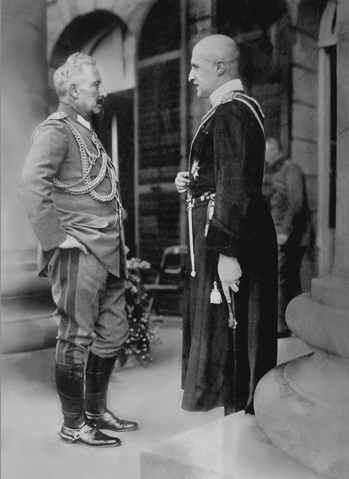
Skoropadski, junto al emperador alemán Guillermo II durante su visita oficial a Alemania a comienzos de otoño de 1918. Esta mantuvo un papel preponderante en la política del hetmanato durante toda su existencia.

Skoropadski aceptó mantener la independencia frente a Rusia, asegurar una estrecha colaboración política y económica con los Imperios Centrales, asumir la autoridad de los tribunales militares alemanes para casos que les afectasen, disolver los comités creados por la Rada para aplicar la reforma agraria y someter sus unidades militares al control de las potencias, entre otras condiciones. Los principales mandos militares alemanes recomendaron a principios de mayo, sin embargo, abandonar el reconocimiento de la independencia ucraniana dada la hostilidad de la población a las tropas e implantar un gobierno militar de ocupación. Solo la oposición de los representantes civiles obligó a los militares a desechar la idea y mantener el respaldo al hetmanato.
El papel crucial de Alemania en Ucrania perduró durante todo el periodo del hetmanato. Incluso a comienzos de noviembre, con la inminente derrota en el conflicto mundial, las autoridades alemanas decidieron mantener su presencia militar en el país, con el consentimiento de la Entente, que el hetman solicitó a los vencedores, al menos hasta poder ampliar su propio Ejército.

### Política económica
El Gobierno recibió el decidido apoyo de los terratenientes, que aprobaron la ocupación y formaron expediciones para recuperar las tierras que les habían sido arrebatadas. Los planes del hetman para sustituir los latifundios por una clase de medianos propietarios agrarios nunca llegaron a ponerse en práctica. La rápida recuperación económica del país, basada en la restauración de la propiedad de la tierra a sus antiguos dueños y en el comercio, favoreció en especial a los industriales, comerciantes y terratenientes y atrajo a gran cantidad de burgueses rusos huidos de territorio soviético. La afluencia de las antiguas clases medias y altas rusas hizo que la capital experimentase un florecimiento de los espectáculos, los servicios, la especulación y la prostitución.
Los alemanes no impusieron nuevas exigencias económicas al hetman, sino que se limitaron a reclamar que cumpliese los numerosos compromisos adquiridos por la Rada. Fundamentalmente, el hetmanato supuso un perfeccionamiento del sistema de explotación económica que había comenzado en el periodo anterior, facilitado por el mejor control del sistema financiero y de transporte del país. Los ocupantes siguieron además con las requisiciones forzosas de alimentos y material, a pesar de la resistencia campesina que provocaban. Aunque en los primeros meses del hetmanato las entregas de alimentos a las potencias aumentaron considerablemente respecto del periodo anterior, las medidas posteriores aplicadas durante el verano no lograron incrementarlas. Las potencias fracasaron en sus intentos de organizar una red eficaz de obtención de suministros, en parte por su incapacidad de entregar a cambio productos manufacturados en cantidad suficiente como para satisfacer las necesidades campesinas. Aunque las estimaciones sobre la cantidad de alimentos y material que los ocupantes obtuvieron del país varían, se cree que fueron muy inferiores a las expectativas iniciales. Los sucesivos planes para desarrollar económicamente el país a largo plazo y someterlo a la vez al control alemán no tuvieron efectos prácticos durante la ocupación, que dio prioridad la explotación económica para aliviar la escasez de alimentos en Alemania. En la práctica, el país se convirtió en una colonia de las potencias ocupantes.
En septiembre, el Gobierno ucraniano firmó un nuevo acuerdo económico por el que se comprometía a entregar a los imperios alrededor de un tercio de la cosecha del año siguiente.

### Fuerzas armadas
Poco antes de acceder al poder, Skoropadski había tenido que aceptar abandonar toda ambición de formar unas fuerzas armadas propias, por imposición de los Imperios Centrales. Esta renuencia, especialmente acentuada en el caso de Austria-Hungría, dio paso a una cierta tolerancia por parte de Alemania y a una sospecha simultánea de las dos potencias, que temían que la otra ayudase al hetman a formar su propio Ejército para aumentar su influencia en el país. A finales de mayo, Viena envió a Ucrania a una división formada por prisioneros de guerra, aunque con poco entusiasmo debido a la escasa confianza en la fidelidad de la unidad. La postura oficial de las potencias, que no modificaron hasta octubre, fue, no obstante, la de no permitir la formación de un Ejército ucraniano de tamaño significativo mientras durase la ocupación.

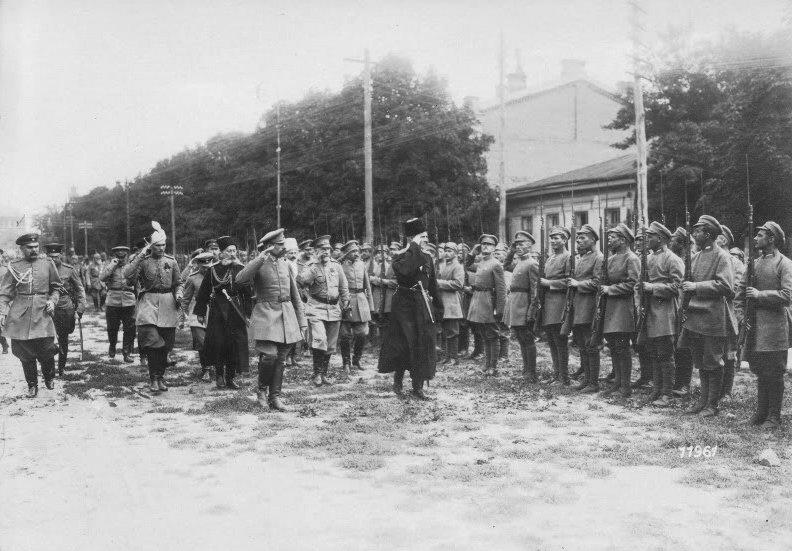
Skoropadski pasando revista a una de sus divisiones. Los recelos de las potencias ocupantes impidieron que crease un gran ejército.

Aunque a comienzos de mayo los alemanes consintieron que el hetman formase una pequeña fuerza, esta concesión quedó durante un tiempo paralizada por el temor de que Skoropadski la utilizase para atacar Rusia. A comienzos de junio, sin embargo, se firmó el primer borrador de cooperación militar ucrano-alemana y durante el mes siguiente se alcanzó un acuerdo sobre la composición del Ejército ucraniano. Este debía constar de ocho cuerpos de ejército, cuatro divisiones y una brigada de caballería, una división de guardias, unidades de artillería pesada y una flota aérea. La reorganización militar quedó a cargo del general Ragoza, antiguo comandante del 4.º Ejército ruso. El Ejército acogió a miles de oficiales, tanto ucranianos como rusos. Su crecimiento, sin embargo, fue lento, tanto por la falta de fondos para financiarlo como por la falta de reclutas. Muchos de estos, además, se consideraban escasamente leales al hetman y a las potencias ocupantes. Los alemanes esperaban asimismo poder utilizar a los reclutas ucranianos en sus propias unidades, lo que tampoco ayudó a fomentar su interés en el rápido crecimiento del Ejército ucraniano.
La flota provenía de la parte de la Flota del Mar Negro, capturada en Sebastopol en abril durante la ocupación alemana de Crimea. Hasta octubre y según cálculos alemanes, en realidad y a pesar de los planes de julio, las fuerzas al servicio de Skoropadski rondaban los quince mil hombres.
En la práctica y a pesar del cambio de actitud de los Imperios Centrales a comienzos de octubre, cuando decidieron tardíamente fomentar el reclutamiento de ochenta y cinco mil hombres, el hetman no logró formar nunca unas fuerzas armadas leales. En noviembre, el Ejército contaba con entre sesenta y sesenta y cinco mil hombres, según fuentes ucranianas. Escasas para enfrentarse a las revueltas internas y a las amenazas externas, sus más de sesenta mil hombres, estaban, empero, bien organizados y sirvieron a sus sucesores para enfrentarse mejor a los bolcheviques. Por el contrario, cuando llegó el momento de enfrentarse a los enemigos internos del hetmanato tras la retirada de los ocupantes, el grueso del Ejército se pasó a los rebeldes.

### Disputas territoriales y relaciones internacionales
El Estado Ucraniano reclamó para sí todos los territorios admitidos como tales en el Tratado de Brest-Litovsk (nueve antiguas provincias imperiales: Kiev, Volinia, Podolia, Chernígov, Poltava, Járkov, Jersón, Yekaterinoslav y Táurida —salvo Crimea—, además de la región de Chełm y la parte sur de la Grodno) y el sur de Minsk, Moguiliov, Kursk, Vorónezh y parte de las tierras de los Cosacos del Don.
El hetmanato sostuvo diversas reclamaciones territoriales que no consiguieron el apoyo de Berlín. La primera en plantearse, aunque no la principal para Skoropadski, fue la disputa con Rumanía por la posesión de Besarabia, que llevó a la ruptura de relaciones diplomáticas y la imposición de un embargo comercial en mayo. El deseo de estrechar las relaciones con los Aliados a través de Rumanía, sin embargo, llevó a un paulatino abandono de estas medidas y a un acercamiento de las dos naciones durante el verano. Aunque los ucranianos no abandonaron su reclamación sobre el territorio disputado, el 26 de octubre firmaron un acuerdo comercial con el Gobierno rumano.
Mientras que las relaciones con Bulgaria eran excelentes, la disputa por el control de la Galicia oriental —con una mayoría de población ucraniana pero importantes poblaciones polacas y una notable minoría judía— y Chełm agrió las relaciones con los austrohúngaros y los polacos. Según una cláusula secreta del Tratado de Brest-Litovsk, las dos regiones debían unirse a la Bucovina septentrional para formar una nueva unidad del Imperio austrohúngaro. Chełm debía pasar a poder de Ucrania solo cuando esta cumpliese las entregas de alimentos prometidas a los Imperios Centrales. Los austrohúngaros, que deseaban rescindir las concesiones realizadas en Brest a Kiev, lograron que Skoropadski aceptase anular las disposiciones secretas del tratado, con el beneplácito de Berlín. Viena nunca llegó a ratificar el tratado de paz con Kiev. Chełm quedó en manos polacas en noviembre, tras la rendición alemana.
Kiev también mantuvo disputas territoriales con Moscú, que no se pudieron resolver en las largas negociaciones bilaterales, que los soviéticos abandonaron finalmente a comienzos de noviembre. Alemanes y austrohúgnaros tutelaron las conversaciones para asegurarse que no perjudicaban sus intereses.
Berlín tampoco aprobó las ambiciones territoriales ucranianas en el Don, Kubán o Crimea. Al Estado cosaco del Don, encabezado por el general y atamán Piotr Krasnov y enfrentado a los soviéticos, Skoropadski logró enviarle ayuda militar que acabó en parte en manos de Denikin, a pesar de la hostilidad entre este y los alemanes, de los que provenía el material incluido en la ayuda del hetman.
La independencia ucraniana fue reconocida por los cuatro Imperios Centrales, España y los Países Bajos. Otros países —Suiza, Suecia, Noruega, Italia, Grecia, Estonia, Rumanía o la Rusia soviética— mantuvieron relaciones consulares con el hetmanato. Once Estados establecieron embajada en Kiev durante el periodo de gobierno de Skoropadski.

## Relaciones con los antibolcheviques rusos
A pesar de la decisión de las autoridades alemanas de no permitir oficialmente la formación de destacamentos de oficiales antibolcheviques en territorio ucraniano, el Hetmanato se convirtió en un refugio para las fuerzas de derecha rusas tras el derrocamiento de la Rada en abril. Los alemanes y el Gobierno del hetman mantuvieron relaciones con los principales grupos de la derecha rusa afincados en Kiev —destacados miembros del Partido Constitucional Democrático apoyaron su Gobierno— y toleraron la formación de destacamentos de oficiales reclutados de entre los cuarenta y cinco mil exoficiales zaristas presentes en su territorio. A petición del Gobierno de Moscú, los alemanes —que alegaron a la vez desconocer estas actividades y no poder ponerles fin al no ser Ucrania un territorio oficialmente ocupado—, decidieron prohibir formalmente el reclutamiento del Ejército de Voluntarios y otras fuerzas antibolcheviques a finales de agosto, aunque esta decisión no se aplicó rigurosamente, especialmente a las fuerzas cosacas. Desde ese momento, las autoridades ucranianas y alemanas fomentaron la marcha al sur de los oficiales rusos, si bien la actitud alemana hacia el Ejército de Voluntarios, ideológicamente cercano a la Entente, fluctuó entre el temor a que se volviese demasiado poderoso y la esperanza de poder atraerlo.
Los alemanes acabaron por financiar a sus propias unidades antibolcheviques, el Ejército Meridional y el Ejército Nacional Ruso, al mando de antiguos oficiales zaristas. Impopulares y escasos de fuerzas, tuvieron que enfrentarse a diversos alzamientos campesinos en Vorónezh y Sarátov, sus zonas de acción; en noviembre de 1918, pasaron a depender del atamán Piotr Krasnov.

## Problemas del hetmanato y oposición

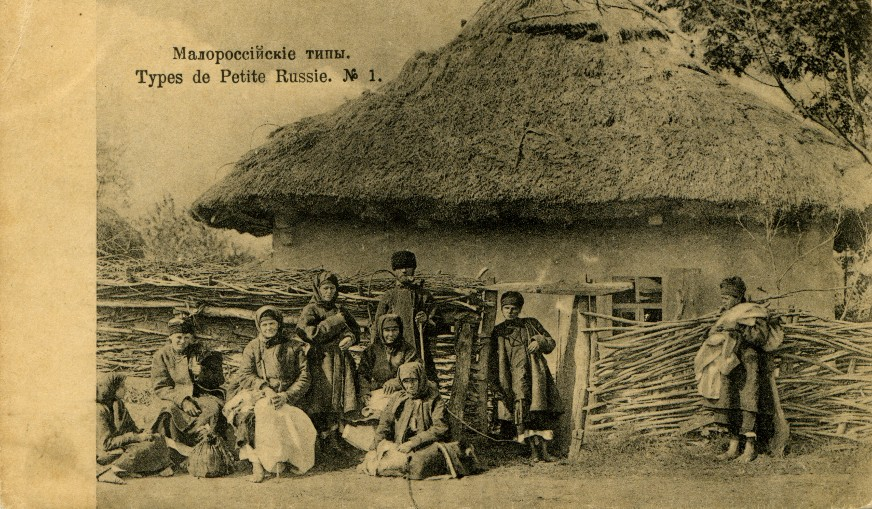
Campesinos ucranianos. La requisición de productos agrícolas por los ocupantes aumentó la hostilidad del agro ucraniano hacia los Imperios Centrales y el hetman, que había devuelto sus haciendas a los terratenientes.

Sin embargo, la requisa de alimentos y la restitución de la propiedad de la tierra a los terratenientes provocaron el aumento de la oposición interna. La represión militar resultó contraproducente, tanto en el campo como en las ciudades, y complicó la explotación económica del país. La crueldad de las bandas formadas por los terratenientes y la indiferencia del hetman por la suerte del campesinado hizo que se extendiese pronto la hostilidad a su Gobierno y a los ocupantes —cuyas tropas participaban a menudo en las exacciones a los campesinos y en las operaciones de castigo— en el agro ucraniano. El rechazo campesino al hetmanato quedó patente en el congreso campesino del 8-10 de mayo, que tuvo que celebrarse finalmente en las afueras de la capital por la represión alemana. Los doce mil delegados campesinos aprobaron una moción que negaba la autoridad de Skoropadski, condenaba sus acciones contra la Rada y llamaba a los campesinos ucranianos a oponerse a su gobierno por las armas. Un congreso obrero celebrado clandestinamente dos días más tarde exigió diversas reformas políticas, sociales y económicas —restauración de la república, reunión de una asamblea constituyente, expropiación de la tierra, control obrero de la industria, etc.—. A partir de junio, las revueltas campesinas contra el hetman y los ocupantes comenzaron crecer nuevamente, llegaron a privar al Gobierno del control de provincias enteras y forzaron a alemanes y austrohúngaros a utilizar sus tropas contra los rebeldes. Las represalias solo lograron avivar el rechazo a las potencias ocupantes y Skoropadski. La mayoría de las bandas de rebeldes, con escasa coordinación entre sí, eran anarquistas. Se calcula que las guerrillas ucranianas causaron alrededor de treinta mil bajas a los ejércitos de ocupación, mientras que unos cincuenta mil ucranianos murieron en los combates. En ocasiones, decenas de miles de campesinos armados se enfrentaron en batallas campales con las fuerzas de ocupación.
La situación industrial en las ciudades tampoco era buena: el país tenía al menos doscientos mil obreros en paro y los ocupantes no lograron explotar la industria local en su beneficio salvo por la confiscación de algunas fábricas. Los ferroviarios, mejor tratados por el interés de los ocupantes en conservar el sistema de transporte, organizaron, empero, una fallida huelga en julio. La intelectualidad radical también se oponía al hetman, al que consideraba un representante de la burguesía conservadora que se apoyaba en las clases privilegiadas, estaba aliado con los conservadores rusos y colaboraba con los alemanes. Los partidos socialistas más nacionalistas también se le oponían, por su rechazo a la reforma agraria, el apoyo que recibía de los terratenientes y su falta de nacionalismo. Así, Skoropadski tuvo que enfrentarse a la hostilidad de campesinos, obreros, revolucionarios y nacionalistas, contrarios todos ellos a su Gobierno. Recibió el apoyo, no obstante, de los nacionalistas moderados mientras se mantuvo favorable a la independencia ucraniana. Privado del respaldo de las demás clases sociales, trató de apoyarse en los campesinos más ricos.
La oposición al hetmanato se concretó en la formación de la Unión Estatal Nacional Ucraniana (UENU), que reunió a los principales grupos nacionalistas, con los grupos socialistas más radicales —socialrevolucionarios y socialdemócratas— presentes como observadores. La Unión, centro de oposición a Skoropadski, presentó sus quejas a este por la supresión de los diversos congresos obreros y campesinos y su exigencia de una reforma gubernamental para dar al gabinete un carácter más ucraniano. Estas reclamaciones recibieron también el apoyo mes y medio más tarde de la importante Alianza Panucraniana de Zemstvos, presidida por Simon Petliura. Sin un canal oficial para exponer sus propuestas, la unión tuvo que limitarse a presentarlas junto con sus quejas al hetman que, junto con los alemanes, reaccionó en general con represalias. La oposición pasó de tratar de transformar el régimen en más liberal y nacionalista a tramar su derrocamiento.
Por su parte, los bolcheviques recibieron desde junio el refuerzo de las corrientes más izquierdistas de los socialdemócratas y socialrevolucionarios ucranianos, que abandonaron su respectivos partidos y participaron en el Segundo Congreso Soviético Panucraniano celebrado en Ekaterinoslav, en el que se proclamó la República Soviética Ucraniana. Los socialrevolucionarios de izquierda crearon su propio partido, el borotbista («de los luchadores»). Casi al mismo tiempo, se celebró el Primer Congreso del nuevo Partido Comunista Ucraniano —dependiente del ruso—, en que se aprobó la oposición armada al hetmanato. El alzamiento ordenado el 5 de agosto, sin embargo, resultó un fracaso total, a pesar de la impopularidad del Gobierno. Esto puso fin a los intentos de derrocar a Skoropadski mediante la insurgencia.
El intento de Skoropadski de moderar la oposición al hetmanato mediante un cambio de Gobierno fracasó ya que el nuevo primer ministro emprendió una ola de arrestos de destacados dirigentes nacionalistas, a los que se acusó de bolcheviques. Esta medida, las represalias al campesinado y el arresto de Petliura a comienzos de julio complicaron los intentos de acercamiento de Skoropadski a la oposición nacionalista. Ese mismo mes, la UENU se convirtió en la Unión Nacional Ucraniana, en la que socialrevolucionarios y socialdemócratas ingresaron ya como miembros de pleno derecho, junto con otras organizaciones obreras, campesinas, profesionales y estudiantiles. Aunque esto aumentó el espectro social integrado en la unión, inicialmente burguesa, difuminó su programa político; solo la oposición al hetman cohesionaba a los grupos que la integraban. El reforzamiento de la oposición llevó a Skoropadski a tratar de alcanzar un acuerdo sobre la reforma del gabinete que, sin embargo, no fructificó antes de la caída del hetmanato en noviembre. Las medidas para aplacar a los nacionalistas, defendidas fundamentalmente por las autoridades civiles y militares alemanas en Ucrania, chocaron con el desinterés creciente de Berlín —concentrado en obtener la victoria en el frente occidental— y se limitaron finalmente a meros gestos —una visita del gabinete a la capital alemana, concesión de condecoraciones, etc—.
Los socialrevolucionarios opuestos al régimen de Skoropadski asesinaron el 30 de julio del mariscal de campo Hermann von Eichhorn, que era el comandante en jefe de las tropas alemanas desplegadas en Ucrania. Los intentos para acabar de manera similar con el hetman, por el contrario, fracasaron.

## Caída del régimen
A la crisis de los Imperios Centrales por la rendición búlgara el 29 de septiembre, a la que siguió poco después la otomana, le sucedió la retirada de los ejércitos alemanes del frente occidental y el comienzo de la desintegración de Austria-Hungría. A finales de octubre, las unidades austrohúngaras comenzaron a replegarse. Esto aceleró las gestiones del Gobierno del hetmanato para lograr un acuerdo con la Entente y el reconocimiento de Ucrania como Estado independiente por los vencedores del conflicto mundial.

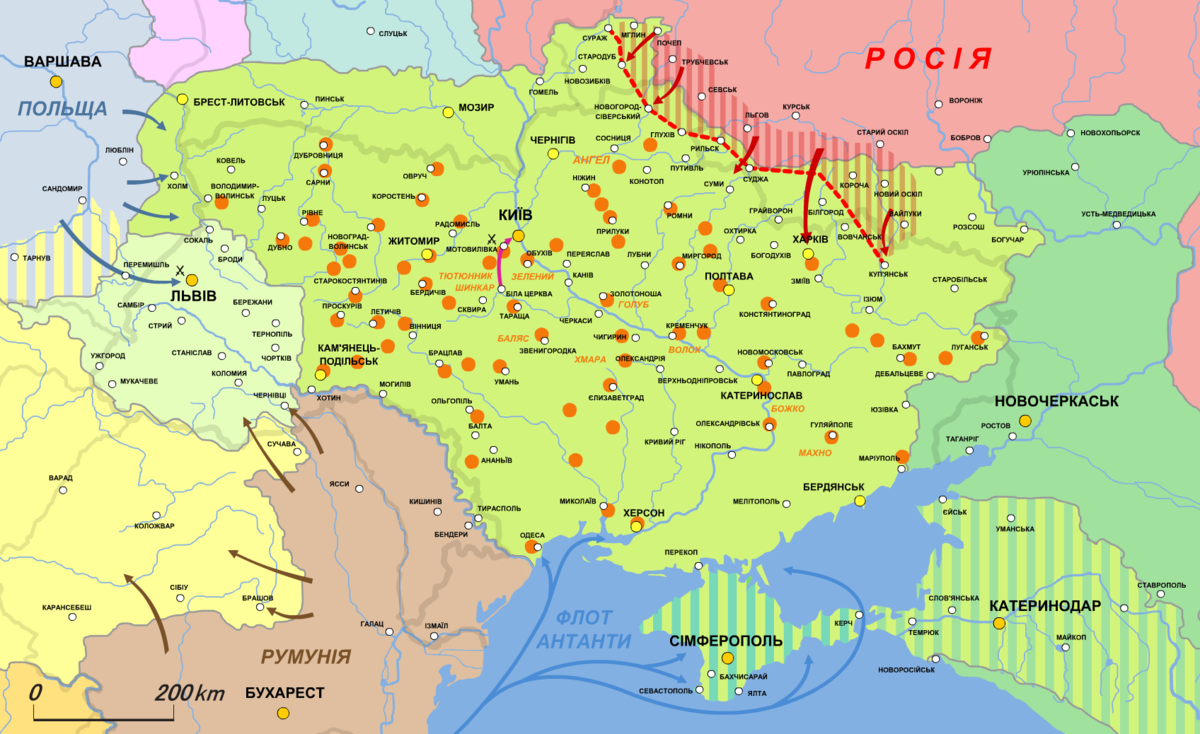
Ucrania y los territorios limítrofes a finales de 1918. Marcados con círculos aparecen los alzamientos contra la autoridad del hetman.

Algunos ministros abogaron por la unión con Rusia, lo que llevó a la dimisión de otros y a la oferta de Skoropadski a Vinnichenko para que formase un nuevo gabinete. Este rechazó la oferta pero sugirió algunos posibles ministros, recomendación que el hetman aceptó. Ante la gravedad de la crisis, la Unión aceptó respaldar al hetman a cambio de una reforma del Consejo de Ministros que les otorgase varias carteras; el nuevo gabinete se formó el 24 de octubre. El acuerdo, sin embargo, resultó efímero: la Unión poco después rechazó respaldar al nuevo Gobierno y continuó preparando un alzamiento contra Skoropadski. Mientras, los bolcheviques también conspiraban contra el hetman, tratando de ganarse el apoyo de campesinos —con escaso éxito— y de los soldados alemanes, hartos de la guerra y deseosos de regresar a sus hogares. Debilitados después del fracaso de su levantamiento contra el hetman en agosto, pactaron apoyar a la Unión a cambio de la legalización del partido en caso de victoria.
Libre ya de las restricciones impuestas por los alemanes, Skoropadski se entrevistó el 3 de noviembre con el atamán Krasnov, que declaró alegrarse del acercamiento entre ambas partes para lograr la restauración de una Rusia unida. Al mismo tiempo, se le permitió realizar contactos con el Kubán, núcleo del Ejército de Voluntarios. Los cosacos de Krasnov, a pesar de las declaraciones de su atamán, no acudieron en auxilio de Skoropadski.
Para tratar de mantenerse en el poder, Skoropadski dio un nuevo golpe de Estado, apartó a todos aquellos partidarios de la independencia ucraniana, formó un nuevo gabinete con un presidente que había sido ministro con el zar y al que acompañaban fundamentalmente monárquicos rusos y abogó por crear una federación con Rusia en una proclama el 14 de noviembre. El objetivo del hetman era ganarse mediante estas medidas el apoyo de los antibolcheviques rusos y de la Entente.
La noche anterior y en preparación para el anuncio, la oposición formó el Directorio de la República Popular Ucraniana para preparar el derrocamiento del hetman, cuyo anuncio puso fin a la posibilidad de acuerdo entre las dos partes. Lo presidió Volodímir Vinnichenko y Simon Petliura quedó a cargo de sus fuerzas militares. Los alemanes, a pesar de decidir inicialmente permanecer neutrales, deploraron el cambio de posición de Skoropadski y trataron en vano de convencerlo de mantener su apoyo a la independencia ucraniana. El cambio de actitud del hetman no sirvió para obtener el esperado apoyo de Krasnov y Denikin, pero sí le privó del respaldo de los nacionalistas ucranianos e incluso de los conservadores locales.
Después de publicar una proclama la noche del día 14 rechazando la autoridad de Skoropadski y exigiendo su dimisión —redactado por Vinnichenko—, tres de los cinco miembros del Directorio se trasladaron a Bila Tserkva, donde recibieron el apoyo de los Fusileros de Sich. Estos, después de cierta vacilación, habían otorgado su ayuda a la oposición al hetman y habían logrado convencer a las fuerzas ocupantes de permanecer neutrales en el inminente conflicto entre el Directorio y Skoropadski. Por otra parte, el hartazgo de los campesinos con los ocupantes favoreció el surgimiento de bandas armadas, acaudilladas por atamanes locales y con escaso respeto por la autoridad del Directorio. Contrarias en todo caso al hetman, se concentraron en Bila Tserkva para colaborar en su derrocamiento; pronto más de sesenta mil hombres se alzaron en armas.
El 18, los alzados comenzaron a avanzar hacia Kiev, mientras la mayoría de las fuerzas militares se les unían —incluyendo dos divisiones enteras—. Al día siguiente, las tropas de Petliura batieron a las escasas fuerzas que permanecieron fieles al hetman en Vasylkiv. Entre el 15 y el 20, los rebeldes tomaron el control de Járkov, Poltava y Rivne. El avance se detuvo ante la decisión de los alemanes de defender la capital —oficialmente para mantener el orden y facilitar la evacuación de sus unidades—. El 21 de noviembre, Kiev había quedado rodeado por las fuerzas del Directorio. Mientras, los insurgentes fueron tomando el control de las provincias hasta que, a finales de mes, dominaban casi todo el país excepto la capital.
El 28, los insurgentes y los alemanes pactaron una línea del frente al suroeste de Kiev, mientras los alemanes trataban de robustecer la posición de Skoropadski mediante un acuerdo de este con los nacionalistas moderados. El hetman se vio obligado a recurrir a los miles de oficiales rusos blancos que habían huido hacia Ucrania en un intento de unirse al Ejército Voluntario de Denikin. Denikin había proclamado su autoridad sobre «las fuerzas de la Rusia meridional». Los políticos y militares fieles al general ruso, que formaron el Centro Ruso Meridional en la capital ucraniana, no fueron capaces de sostener a Skoropadski. El grueso de las fuerzas de Denikin, por otra parte, se hallaba demasiado lejos como para proteger eficazmente al hetman de los campesinos insurrectos. El respaldo del cónsul francés recién llegado a Odesa resultó intrascendente, tanto por la falta de tropas como de apoyo de su Gobierno. La proclamación el mismo día 28 de Ucrania como parte del «gran reino ruso», una de las medidas del hetman para atraerse el favor de Denikin y la Entente, no trajo la ayuda esperada.
La imposibilidad de llevar a cabo la evacuación de las unidades por la fuerza obligó a los mandos alemanes a negociar con Petliura a comienzos de diciembre, a pesar de la falta de control de este de gran parte de las fuerzas insurgentes. El acuerdo preliminar no impidió que se extendiesen las escaramuzas entre alemanes e insurrectos. Los alemanes pactaron finalmente mantenerse neutrales en el conflicto el 12 de diciembre, lo que permitió a Petliura tomar la capital dos días después, tras derrotar a los oficiales rusos que opusieron resistencia al asalto. Skoropadski había dimitido momentos antes de la caída de la ciudad, en la que se formó un Gobierno militar. Se restauró oficialmente la República Popular Ucraniana, si bien no se reunió de nuevo a la Rada ni se otorgó papel político alguno al efímero presidente Hrushevsky. El 19 de diciembre, el Directorio de la República Popular Ucraniana se instaló en la capital.